# Ivar Lykke
Ivar Lykke (Trondheim, 8 januari 1872 - 4 december 1949) was een Noors politicus voor de Conservatieve Partij van Noorwegen. Hij was van 1916 tot 1919 voorzitter van het Noorse parlement en van 1926 tot 1928 eerste minister van Noorwegen.
- Gemeinsame Normdatei: 119194082
- International Standard Name Identifier: 0000 0000 3362 5956
- KulturNav: 6d73701a-c64c-49e5-a108-741d378e5dd9
- Library of Congress Control Number: n93038995
- Virtual International Authority File: 47566117
- WorldCat: E39PBJwHdk4WXhhFGyW6MDJkXd